# Williston (Dakota del Nord)
Williston és una població dels Estats Units a l'estat de Dakota del Nord. Segons el cens del 2000 tenia 12.512 habitants.

## Demografia
Segons el cens del 2000, Williston tenia 12.512 habitants, 5.255 habitatges, i 3.205 famílies. La densitat de població era de 693,1 hab./km².
Dels 5.255 habitatges en un 30,7% hi vivien nens de menys de 18 anys, en un 47,4% hi vivien parelles casades, en un 10,5% dones solteres, i en un 39% no eren unitats familiars. En el 34,1% dels habitatges hi vivien persones soles el 13,7% de les quals corresponia a persones de 65 anys o més que vivien soles. El nombre mitjà de persones vivint en cada habitatge era de 2,3 i el nombre mitjà de persones que vivien en cada família era de 2,96.
Per edats la població es repartia de la següent manera: un 25,6% tenia menys de 18 anys, un 9,3% entre 18 i 24, un 25,8% entre 25 i 44, un 22,5% de 45 a 60 i un 16,8% 65 anys o més.
L'edat mediana era de 38 anys. Per cada 100 dones de 18 o més anys hi havia 88,3 homes.
La renda mediana per habitatge era de 29.962$ i la renda mediana per família de 38.713$. Els homes tenien una renda mediana de 29.578$ mentre que les dones 18.879$. La renda per capita de la població era de 16.656$. Entorn de l'11,3% de les famílies i el 13,4% de la població estaven per davall del llindar de pobresa.

## Poblacions més properes
El següent diagrama mostra les poblacions més properes.